# Vuelo 751 de Scandinavian Airlines
El vuelo 751 de Scandinavian Airlines fue un vuelo regular de Scandinavian Airlines System que despegó desde Estocolmo con destino a Varsovia —tras una escala previa en Copenhague— y que se estrelló el 27 de diciembre de 1991. El McDonnell Douglas MD-81 era pilotado por el capitán danés Stefan G. Rasmussen y el primer oficial sueco Ulf Cedermark. Se había acumulado hielo en las alas durante la noche anterior y, tras el despegue, dicha capa se quebró y fue absorbida por los motores cuando el avión estaba en vuelo. Después de perder los dos motores, los pilotos se vieron obligados a realizar un aterrizaje de emergencia en un campo cerca de Gottröra, a 15 km al norte del aeropuerto de Estocolmo-Arlanda.
El incidente se conoce en Suecia como el accidente de Gottröra (en sueco: Gottrörakraschen) o el milagro de Gottröra (en sueco: Miraklet i Gottröra), debido a que no hubo ninguna víctima mortal.

## Accidente
El avión había llegado de Zúrich la noche anterior y permaneció estacionado con temperaturas de alrededor de 0 a 1 °C. Cerca de 2550 kg de combustible se enfriaron en los tanques de las alas. Debido a esto, se formó hielo en el extradós y se procedió a deshelar el avión con 850 litros de líquido antihielo. Sin embargo, no se comprobó que efectivamente todo el hielo había desaparecido, por lo que se pasó por alto una capa de hielo claro.
Inmediatamente tras el despegue, y debido a la flexión de las alas, el hielo se rompió y cayó dentro del motor, siendo absorbido por él y golpeando las palas del ventilador, perturbando el flujo de aire hacia los compresores. El flujo de aire perturbado causó que los compresores entraran en pérdida y esta a su vez causó sobretensiones del motor. Debido a que los motores no aceleraban lo suficiente, las sobretensiones continuaron. Las repetidas sobrecargas en ambos motores rápidamente provocaron una desintegración.
Según los pilotos, tras 25 segundos de vuelo, se observó por primera vez un aumento del ruido, golpes y vibraciones causadas por el motor n.º 2 —el derecho—. La tripulación respondió desacelerando un poco, pero un sistema automático (ATR, siglas en inglés de Automatic Thrust Restoration, «Restauración de empuje automático») que no había sido descrito a la tripulación del vuelo por Scandinavian Airlines System, aumentó la aceleración como respuesta al incremento de altitud. Como consecuencia continuó la pérdida de compresión del motor. Un capitán de SAS que estaba a bordo como pasajero, Per Holmberg, se dio cuenta de los problemas a tiempo y corrió hacia la cabina del piloto para ayudar a la tripulación. El motor n.º 1 —el izquierdo— perdió compresión 39 segundos más tarde, y ambos motores fallaron a los 76 y 78 segundos de vuelo, a una altitud de 980 metros.
Los pilotos respondieron a la pérdida de los dos motores al inclinar la nariz hacia abajo antes de estabilizarlo, para hacer que el avión planeara sin entrar en pérdida. Pidieron un regreso a Arlanda y trataron de reiniciar los motores, pero con una altitud de 270 metros (870 ft), el piloto eligió un claro en el bosque cerca de Gottröra, Uppland, para un aterrizaje de emergencia inminente.
Durante el descenso final el avión chocó contra unos árboles, perdiendo gran parte del ala derecha. La cola fue lo primero que golpeó el suelo, tras lo cual se deslizó a lo largo de 110 m y el fuselaje se rompió en tres partes antes de detenerse. Veinticinco personas resultaron heridas, dos de ellas de gravedad, pero no hubo víctimas fatales. Una de las explicaciones de la falta de víctimas mortales es probablemente la posición de impacto que adoptaron los pasajeros, tras las indicaciones de los auxiliares de vuelo.
La tripulación, y especialmente el capitán Rasmussen, fueron elogiados por su pericia en el aterrizaje de emergencia durante una situación rápida y potencialmente fatal. Rasmussen comentó que «pocos pilotos aéreos civiles llegan a someterse a una prueba de sus habilidades adquiridas durante el entrenamiento hasta ese grado»[cita requerida] y dijo que estaba orgulloso de su equipo y aliviado de que todos hubieran sobrevivido. Tras un tiempo de recuperación, explicó que había perdido la confianza en el avión y optó por no volver a pilotar aviones comerciales.

## Investigación y recomendaciones
Según el informe oficial del accidente, el problema de la formación de hielo claro en las alas en este tipo de avión era un fenómeno bien conocido en el momento del accidente. A partir de 1985 McDonnell Douglas dio amplia información que incluye varios «operadores», todas las cartas que tratan el problema de hielo transparente. En la «Carta a Todos los Operadores» del 14 de octubre de 1986 se informó a los operadores de la forma en que la compañía de bandera finlandesa Finnair ha resuelto el problema de descubrir hielo transparente. En 1988 y 1989, McDonnell Douglas había arreglado «Conferencias temáticas» que se ocupan de la formación de hielo transparente. SAS ha participado en estas conferencias.
El 26 de octubre de 1991 SAS distribuyó un «Boletín de la cubierta de vuelo/Acondicionamiento para el invierno» para todos los pilotos. Dijo: «Es responsabilidad del piloto encargado de revisar la aeronave para el hielo o la nieve que puede afectar al rendimiento» y en la sección «Hielo despejado» señaló: «Aunque la conciencia dentro de Mantenimiento en Línea es buena en general, la responsabilidad recae en el nuevo piloto encargado de que la aeronave está físicamente comprobado por medio de un chequeé con manos en la parte superior del ala. Una comprobación visual de una escalera o al estar de pie en el suelo no es suficiente».
Otra contribución al accidente fue la insuficiente capacitación de la tripulación: no estaban entrenados en el restablecimiento de la operación del motor después de que en repetidas ocasiones se dispararon. No hubo simulador u otro entrenamiento en el problema creciente del motor. En segundo lugar, no se les informó acerca de un sistema de empuje automático pre-instalado (ATR, para la Restauración de empuje automático). La razón de este lapso de información era que no había conocimiento de ATR dentro de SAS. Sin embargo, ATR fue descrita en los manuales de los constructores de aeronaves que cada operador tiene la obligación de saber. A pesar de que el sistema ha sido desarrollado para su uso en procedimientos no aplicados por SAS, un estudio lo suficientemente cuidadosa de los manuales debería haber llevado a SAS señalando el sistema y la formación de sus pilotos en su función.
La conclusión del informe del accidente oficial dice lo siguiente:
El accidente se produjo por instrucciones de SAS y las rutinas son insuficientes para garantizar que el hielo claro fue retirado de las alas del avión antes del despegue. De ahí que la aeronave despegó con hielo claro en las alas. En relación con el despegue, el hielo claro desactivado y se succionado por los motores. El hielo causó daños a las fases del motor del ventilador, lo que llevó a motor de sobrecargas, y éstos fracaso desencadenó motor irreparable. Los pilotos no fueron entrenados para identificar y eliminar la creciente del motor, por otro lado, el sistema de empuje automático Restauración no era conocido por los pilotos, ni por cuenta de la aerolínea.
En la sección del informe de «fallas del compresor» dice:
Con suficientemente reducido empuje en el motor derecho y mantenido de empuje (no aumentada) en el motor izquierdo, los motores probablemente no habría fallado. El avión habría podido regresar para el aterrizaje.

## Dramatización
El accidente fue presentado en la décima temporada del programa de televisión canadiense Mayday: catástrofes aéreas, en el episodio titulado «Motores fuera de control» en Hispanoamérica y «Aterrizaje de emergencia» en España.